# ماکس ژاکوب
ماکس ژاکوب (به فرانسوی: Max Jacob) (زاده ۱۲ ژوئیه ۱۸۷۶ - درگذشته ۵ مارس ۱۹۴۴) شاعر فرانسوی بود. ماکس ژاکوب در ماه مه ۱۹۳۶ به خارج از پاریس نقل مکان کرد و در سن بنوئات سور لوآر، لوآرت اقامت گزید، وی یکی از دوستان پیکاسو بود. ماکس یک همجنس گرا بود .
ماکس در ۲۴ فوریه ۱۹۴۴ توسط گشتاپو دستگیر شد و در زندان اورلئان (زندانی شماره ۱۵۸۷۲) زندانی شد. ژان کوکتو دادخواستی برای آزادی وی تهیه کرد، دادخواست موفقیت‌آمیز بود اما ژاکوب قبل از اینکه بتواند آزاد شود، بر اثر ابتلا به سینه‌پهلو درگذشت. او در اردوگاهی موقت در مسیر اردوگاه آشویتس، زندانی بود.

## نگارخانه

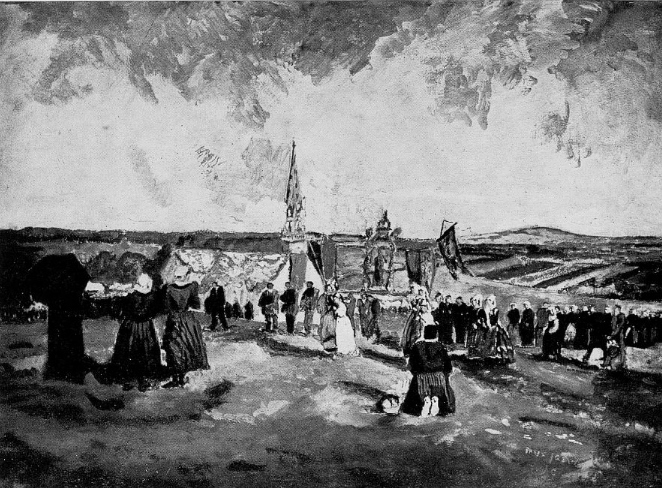
"Le pardon de Sainte-Anne".
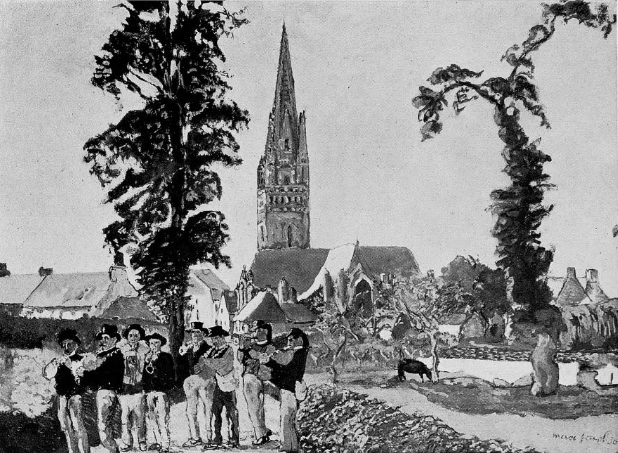
"Le clocher de Ploaré".
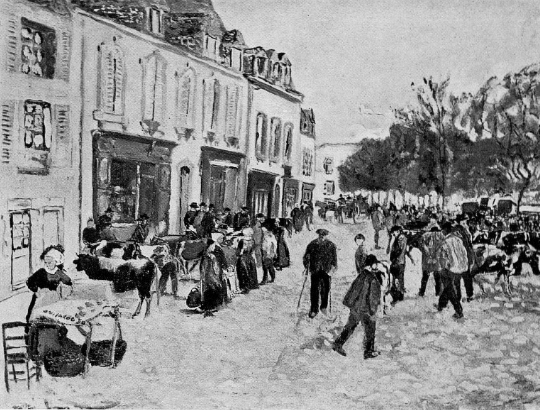
"Le marché à Pont-l'Abbé".
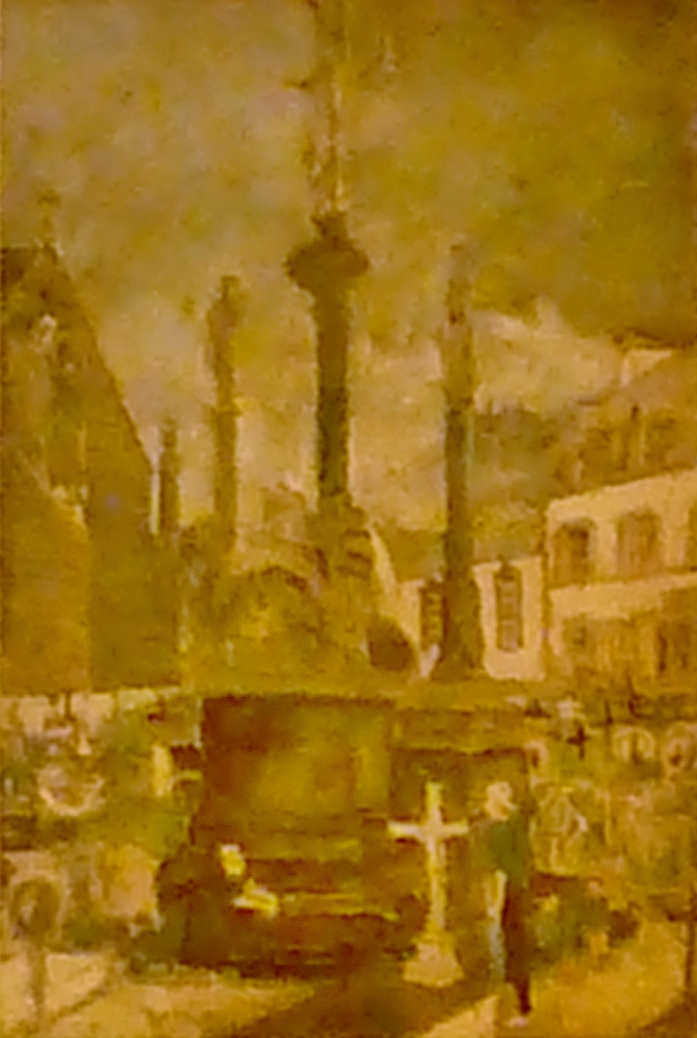
"Le calvaire de Guengat". A Max Jacob painting held in Quimper's Musée des beaux-arts.